# Nimboa sumarana
Nimboa sumarana is een insect uit de familie van de dwerggaasvliegen (Coniopterygidae), die tot de orde netvleugeligen (Neuroptera) behoort. 
De wetenschappelijke naam Nimboa sumarana is voor het eerst geldig gepubliceerd door Sziráki in 1997.